# Organisation des bewaffneten Widerstands
Die Organisation des bewaffneten Widerstands (französisch: Organisation de la Résistance Armée, kurz ORA) war ein Zusammenschluss paramilitärischer Organisationen in Niger.
Die Organisation des bewaffneten Widerstands war die Nachfolgeorganisation der Koordination des bewaffneten Widerstands, die mehrere irredentistische Tuareg-Organisationen vereinte. Sie wurde am 28. März 1995 unter der Führung von Rhissa Ag Boula gegründet. Der Gründung vorausgegangen waren Meinungsverschiedenheiten zwischen Mano Dayak, dem Vorsitzenden der Koordination des bewaffneten Widerstands, und Rhissa Ag Boula, der die militärische Leitung der Koordination innehatte. Dayak gehörte der Nachfolgeorganisation nicht mehr an. Ihre fünf Gründungsorganisationen waren die Befreiungsfront des Aïr und Azawad, die Patriotische Front der Befreiung der Sahara, die Revolutionäre Armee der Befreiung Nord-Nigers sowie zwei Splittergruppen der Letzteren. Von ihrer Vorgängerin unterschied sie sich durch einen weniger starken Zusammenhalt ihrer Mitglieder. Die Organisation des bewaffneten Widerstands unterzeichnete am 24. April 1995 einen Friedensvertrag mit der Regierung von Premierminister Hama Amadou. Der Friedensvertrag sah vor, die ehemaligen Kämpfer in staatliche militärische und paramilitärische Organisationen zu integrieren. Einzelne Tuareg-Gruppen setzten jedoch ihre Angriffe auf Reisende im Norden des Landes sporadisch fort. Die mit der Umsetzung des Friedensabkommens unzufriedene Patriotische Front der Befreiung der Sahara verließ 1996 das Bündnis. Nachdem 1997 in Algier Zusatzverträge mit der nigrischen Regierung abgeschlossen wurden, löste sich die Organisation des bewaffneten Widerstands auf.